# Edizioni Angolo Manzoni
Edizioni Angolo Manzoni S.r.l. è stata una casa editrice italiana con sede a Torino specializzata nella produzione di libri a grandi caratteri per lettori ipovedenti e, più in generale, per persone con una ridotta visione.
In 25 anni di servizio culturale ha pubblicato 350 volumi tra i quali i romanzi di Gianna Baltaro, autrice di gialli ambientati nella Torino degli Anni Trenta del Novecento.
A partire dal 1997 ha editato i volumi della collana a Grandi Caratteri “CORPO 16” che si poneva l'obiettivo di “abbattere le barriere di lettura” e che, ha ospitato testi di scrittori classici e contemporanei.
Dal 2010 ha dato vita alla collana Junior D, la prima collana in Italia costruita su misura per i ragazzi dislessici, con relativo file audio MP3 di lettura integrale, e basata sulla stampa con il carattere tipografico EasyReading,  font progettato e realizzato con accorgimenti editoriali agevolanti per chi ha difficoltà di lettura causate dal DSA (Disturbo Specifico dell'Apprendimento) dislessia.
Edizioni Angolo Manzoni ha cessato l'attività nel luglio del 2014, ma non è scomparsa la sua principale realizzazione; infatti i soci storici, con l'apporto di nuovi soci, hanno fondato EasyReading Multimedia s.r.l. che si occupa di diffondere l'uso del font EasyReading e di commercializzarne la licenza di utilizzo.